# Mer Hajrenik
Trenutna himna Republike Armenije se imenuje Mer Hajrenik (arm.: Մեր Հայրենիք), kar pomeni Naša domovina. V uporabi je od 1. julija 1991 in temelji na himni prve armenske republike (med letoma 1918 in 1920), ki so ji nekoliko spremenili besedilo. Avtor besedila je Mikael Nalbandjan, uglasbil pa jo je Barsegh Kanačjan.
Spodaj je podano besedilo himne v armenščini (v armenski pisavi), prepisano v latinico (po vzhodnoarmenski izgovorjavi - â pomeni polglasnik) in prevedeno v slovenščino (pri čemer gre za neuraden dobeseden prevod iz angleščine, zato se rime in ritem ne skladajo z izvirnikom):
| Մեր Հայրենիք Մեր Հայրենիք, ազատ, անկախ Որ ապրէլ է դարէ դար Իւր որդիքը արդ կանչում է Ազատ, անկախ Հայաստան: Ահա՝ եղբայր, քեզ մի դրօշ, Որ իմ ձեռքով գործեցի Գիշերները ես քուն չեղայ, Արտասուքով լուացի: Նայիր նրան երեք գոյնով, Նուիրական մէր նշան, Թող փողփողի թշնամու դէմ, Թող միշտ պանծայ Հայաստան: Ամենայն տեղ մահը մի է Մարդ մի անգամ պիտ՚ մեռնի, Բայց երանի՚ որ իւր ազգի Ազատութեան կը զոհուի: |  |  | Mer Hajrenik Mer Hajrenik, azat ankakh, Vor aprel ê darê dar Ir vordikâ ard kančum en Azat, ankakh Hajastan Aha, jeghbajr kez mi drôš, Vor im dzerkov gorceci Gišernerâ jes kun čegha, Artasukov luaci. Najir nran jerek gojnov, Nuirakan mêk nšan, Togh poghpoghi tšnamu dêm, Togh mišt panca Hajastan. Amenajn tegh mahâ mi ê Mard mi angam pit, merni, Bajc jerani vor iur azgi Azatutean kâ zohui. |  |  | Naša domovina Naša domovina, svobodna, neodvisna, ki živi že stoletja in stoletja, njeni sinovi in hčere kličejo svobodna neodvisna Armenija. Brat, tu imaš zastavo, ki sem jo izdelal lastnoročno in opral s solzami v nočeh, ko nisem spal. Poglej jo, trobojnico, to je naš posvečen simbol, naj žari na sovražnike, Armenija naj bo vedno slavna. Smrt je povsod enaka, vsak živi le enkrat, toda blagoslovljen naj bo tisti, ki se žrtvuje za svoj narod. |

Na koncu vsake kitice se ponovita zadnja dva verza, na koncu pesmi pa se ponovi tudi
prva kitica.